# MCF-7

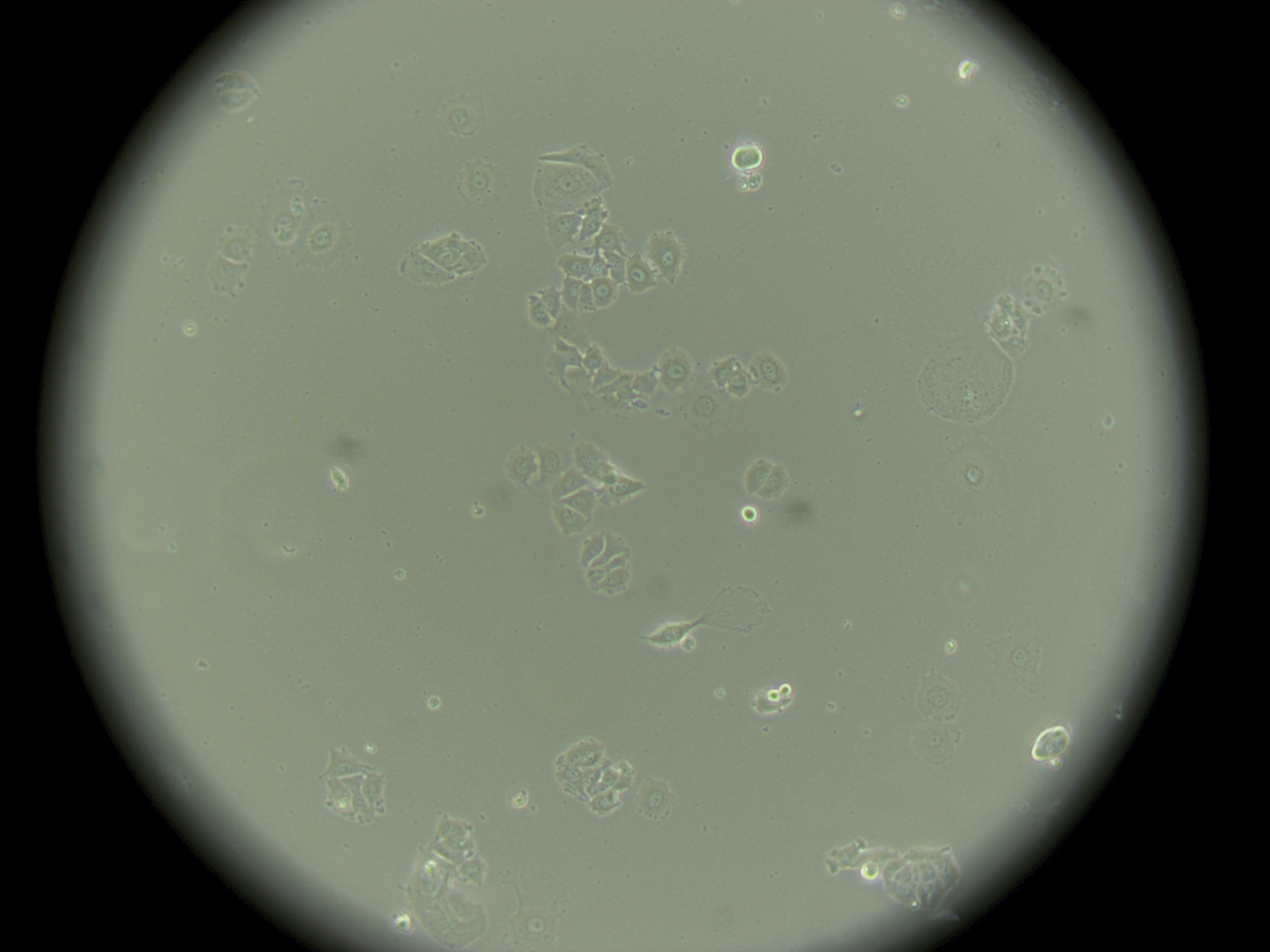
MCF-7 細胞

MCF-7（Michigan Cancer Foundation-7）是一種乳腺癌細胞系，最初在1970年分離自一名69歲的白人女性乳腺癌患者弗朗西絲·馬隆（Frances Mallon）。MCF-7是密歇根州癌症基金會-7（Michigan Cancer Foundation-7，現稱卡馬諾斯癌症研究所）的首字母縮寫，指的是赫伯特·蘇爾（Herbert Soule）及其同事在一間位於底特律的研究所建立此細胞系。在建立MCF-7細胞之前，癌症研究人員不可能獲得能夠存活超過幾個月的乳腺癌細胞系。1970年，一位名為弗朗西絲·馬隆的修女去世，而從她身上獲得的細胞是當前許多有關乳腺癌的知識的來源。除此之外，利用MEDLINE書目資料庫進行調查後，發現三分之二的乳腺癌細胞系研究的摘要中都有MCF-7和另外兩個乳腺癌細胞系T-47D、MDA-MB-231。

## 特徵
綜合多份文獻，MCF-7細胞具有以下特徵：它是一種源自胸腔積液的浸潤性乳腺導管癌的細胞系，具有苯巴比妥能上皮表型（Luminal epithelial phenotype），並且表達孕酮受體及雌激素受體。具有過度表達的HER2/neu蛋白，同時又不具有ERBB2基因的擴增。當存在雌激素時，MCF-7細胞就會增殖。此外，MCF-7細胞在小鼠中具有致瘤性，但是僅當植入皮下脂肪或乳腺脂肪墊中時，才須要補充雌激素。如果是導管內植入，則在未補充雌激素的小鼠中具有致瘤性。
該細胞系保留了已經歷細胞分化的乳腺上皮組織的幾個特徵，包括通過細胞質雌激素受體加工雌二醇的能力，以及形成穹頂（domes）的能力。目前已知腫瘤壞死因子-α可以抑制MCF-7細胞的生長，並且在治療期間使用抗雌激素，可以調節胰島素樣生長因子結合蛋白的分泌。有研究指出ω-3脂肪酸和6種脂肪酸（例如二十碳五烯酸、二十二碳六烯酸和花生四烯酸）可以抑制MCF-7細胞的生長和增殖。除此之外，有部分研究發現MCF-7細胞中具有PIK3CA螺旋突變，以及蛋白激酶B（AKT）激活率較低的現象。

## 外部連結
- Cellosaurus entry for MCF-7 （页面存档备份，存于）